# Centro europeo per le previsioni meteorologiche a medio termine
Il Centro europeo per le previsioni meteorologiche a medio termine (CEPMMT; in inglese: European Center for Medium-range Weather Forecast, in sigla ECMWF) è un'organizzazione intergovernativa sostenuta da 20 Stati membri europei e 14 Stati cooperativi. Si trova a Reading, con sede dell'HPC a Bologna in Italia, in uno dei maggiori complessi di supercomputer in Europa. 

## Storia
ECMWF è stato fondato nel 1975, nella consapevolezza della necessità di mettere in comune le risorse scientifiche e tecnologiche dei servizi e degli istituti meteorologici europei per la produzione di previsioni del tempo atmosferico a medio termine. Nel Centro lavorano approssimativamente 390 collaboratori e 70 consulenti provenienti dagli Stati membri e dagli Stati cooperatori. La sede centrale è a Reading, nel Regno Unito.

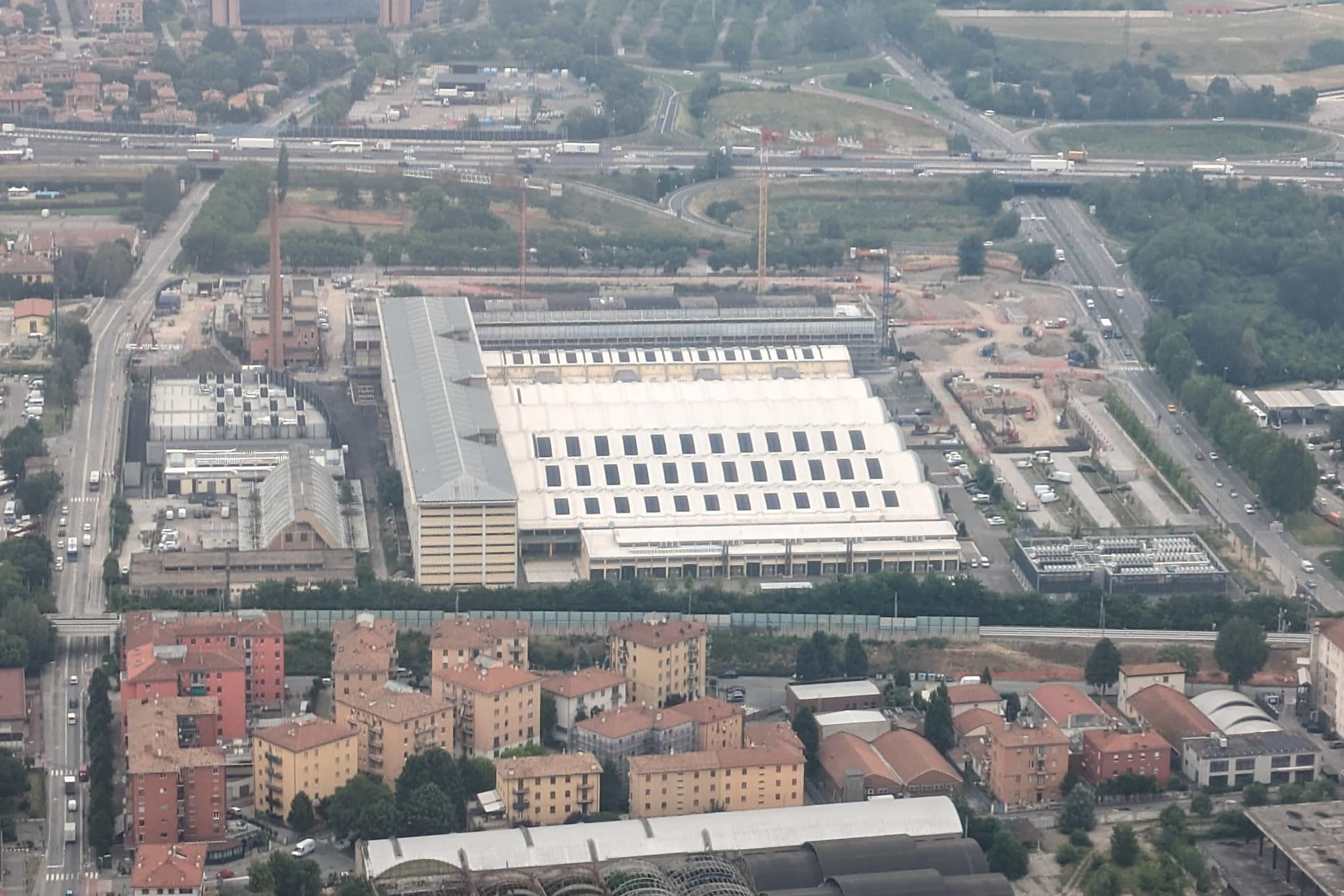
Vista aerea del centro dati di Bologna.

Nel 2020 venne stabilito un accordo che prevedeva un nuovo centro a Bologna dotato di super computer che elaborano le previsioni meteorologiche e inoltre la ristrutturazione della ex Manifattura tabacchi BAT (British American Tobacco) in via Stalingrado, secondo un progetto elaborato dallo studio di architettura Gerkan, Marg und Partner (GMP).

## Obiettivi
L'obiettivo di CEPMMT è fornire accurate previsioni meteorologiche globali a medio termine (fino a 15 giorni) e previsioni stagionali fino a 12 mesi. I suoi prodotti vengono forniti ai servizi nazionali europei di previsione del tempo, i quali li utilizzano in particolare per segnalare condizioni di maltempo potenzialmente pericoloso.
I principali obiettivi di CEPMMT sono:
- sviluppo dei metodi numerici per le previsioni meteorologiche a medio termine;
- preparazione delle previsioni meteorologiche a medio termine per la distribuzione agli Stati membri;
- ricerca scientifica e tecnica rivolta al miglioramento di queste previsioni;
- raccolta e la conservazione dei dati meteorologici (da impiegare anche per la tematica, diversa ma contingua a quella delle previsioni meteorologiche, rappresentata dallo studio del clima).